# Maria del Mar Albajar i Viñas
Maria del Mar Albajar i Viñas (Barcelona 1970) és una monja catalana, economista i teòloga.
És abadessa del Monestir de Sant Benet de Montserrat des del juny de 2015; en substitució de Montserrat Viñas, la seva tia, que després de 20 anys com a abadessa va renunciar en sobrepassar els 70 anys. Fou escollida en votació secreta entre les germanes de la comunitat l'11 de juny i va rebre la benedicció del bisbe de la diòcesi de Sant Feliu de Llobregat, Mons. Agustí Cortés; a l'església del monestir veí de Santa Maria de Montserrat el 19 de setembre del mateix any. Albajar i Viñas és la tercera abadessa que té la comunitat de monges benedictines des de la seva arribada a la muntanya montserratina l'any 1952; després de la fusió de les comunitats de Santa Clara de Barcelona i de Sant Benet de Mataró.
Abans de ser abadessa, Albajar havia estat mestra de novícies, responsable de l'economia i del cant de la comunitat. Diplomada en Ciències Empresarials i llicenciada en Ciències Econòmiques per la Universitat de Barcelona, diplomada en Ciències Religioses a l'ISCREB i llicenciada en Teologia a Berkeley, Estats Units. Havia format part de l'Associació Europea de Dones en la Investigació Teològica (ESWTR). És Trainer de Focusing per l'Institut de Focusing de Nova York i fundadora de l'escola Focusing Montserrat. Des del 2018 és membre del Consell Administratiu de les Benedictines.